# Nikolaos Skoufas

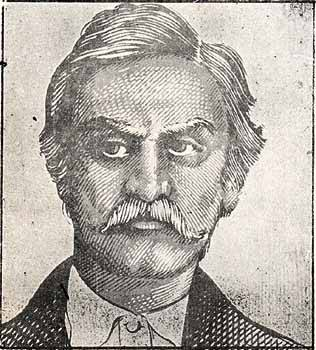
Abbildung von Skoufas

Nikolaos Skoufas (griechisch: Νικόλαος Σκουφάς; * 1779 bei Arta, Osmanisches Reich; † 31. Juli 1818 in Konstantinopel) war ein griechischer Apotheker, Hutmacher und Kaufmann. Er war ein Gründungsmitglied der Filiki Eteria („Freundesgesellschaft“), einer griechischen konspirativen Organisation gegen das Osmanische Reich, die den griechischen Unabhängigkeitskrieg vorbereitete.

## Biografie
Skoufas wurde 1779 in Kompoti, in der Nähe von Arta, geboren. Er arbeitete zu verschiedenen Zeiten als Apotheker, kaufmännischer Sekretär und Hutmacher (daher kam der Name Skoufas). Skoufas ging als Kaufmann aus geschäftlichen Gründen ins Russische Reich. Dort lernte er Athanasios Tsakalof und Emmanuel Xanthos kennen. Die drei Männer kamen auf die Idee, eine eigene Geheimgesellschaft nach Vorbild der Freimaurer und Carbonari zu gründen, um den Weg für die griechische Unabhängigkeit zu ebnen. So wurde 1814 in Odessa die Filiki Eteria gegründet. Skoufas widmete den Rest seines Lebens der Befreiung Griechenlands. Zu diesem Zweck reiste er nach Moskau, aber seine Ideen stießen bei vielen Mitgliedern der örtlichen griechischen Gemeinde auf große Skepsis.
Im Jahr 1818 zogen die drei Partner auf Initiative von Skoufas nach Konstantinopel, um ihre Sache voranzutreiben, doch im Juli desselben Jahres erkrankte Skoufas und starb. Tsakalof und Xanthos führten die Organisation weiter und diese spielte eine entscheidende Rolle in der folgenden griechischen Revolution.
Heute ist die Gemeinde Nikolaos Skoufas im Süden der griechischen Region Epirus nach ihm benannt.